# Venus Optics
Venus Optics（ヴィーナス オプティクス、中国語：安徽長庚光学）は、2013年に起業した中華人民共和国安徽省合肥の光学メーカー。レンズブランドはLAOWA（ラオワ、中国語：老蛙"年老いたカエルという意味"）。

## 概要
創始者である李大勇（Li Dayong）は北京理工大学を卒業後、20年に渡って株式会社タムロンにおいて光学設計に従事。SP 24-70mm F/2.8 Di VC USD (Model A007)など、 数多くの光学レンズの研究開発を行っていた。2013年に、中国安徽省合肥で起業。一眼レフカメラ用レンズ、ミラーレスカメラ用レンズをLAOWA（ラオワ）ブランドで製造販売している。
日本での正規輸入総代理店は、株式会社サイトロンジャパン。

## 製品一覧
一眼レフカメラ用、ミラーレスカメラ用のマニュアルフォーカスレンズを製造販売。ブランド名はLAOWA（ラオワ）。他メーカーにはない個性的なスペックを持つのが特徴。

### フルサイズセンサー対応レンズ
- LAOWA 9mm F5.6 FF-RL -  対応マウントはソニーFE、ニコンZ、ライカL、ライカM。
- LAOWA 11mm F4.5 FF-PL -  対応マウントは対応マウントはソニーFE、ニコンZ、ライカL、ライカM。PLはRectilinear直線を意味する。
- LAOWA 12mm F2.8 ZERO-D - 対応マウントはキヤノンEF、ニコンF、ソニーFE、ペンタックスK、ニコンZ、キヤノンRF。歪曲収差を限りなく0に抑えた設計。
- LAOWA 14mm F4 FF-PL ZERO-D - 対応マウントはソニーFE、ニコンZ、キヤノンRF、ライカL、ライカM。歪曲収差を限りなく0に抑えた設計。
- LAOWA 15mm F2 ZERO-D - 対応マウントはソニーFE、ニコンZ、キヤノンRF。歪曲収差を限りなく0に抑えた設計。
- LAOWA 15mm F4 WIDE ANGLE MACRO - キヤノンEF、ニコンF、ソニーA、ソニーFE、ペンタックスK。最大撮影倍率は1倍。広角の等倍マクロレンズ。
- LAOWA 20mm F4 Zero-D Shift - キヤノンEF、ニコンF、ソニーFE、ペンタックスK、ニコンZ、キヤノンRF、Lマウント、富士フイルムG。ティストシフトレンズ。
- LAOWA 24mm F14 2X MACRO PROBE - 対応マウントはキヤノンEF、ニコンF、ソニーFE、ペンタックスK、Arri PL。最大撮影倍率は2倍。防水機能付きマクロプローブレンズ（虫の目レンズ）。

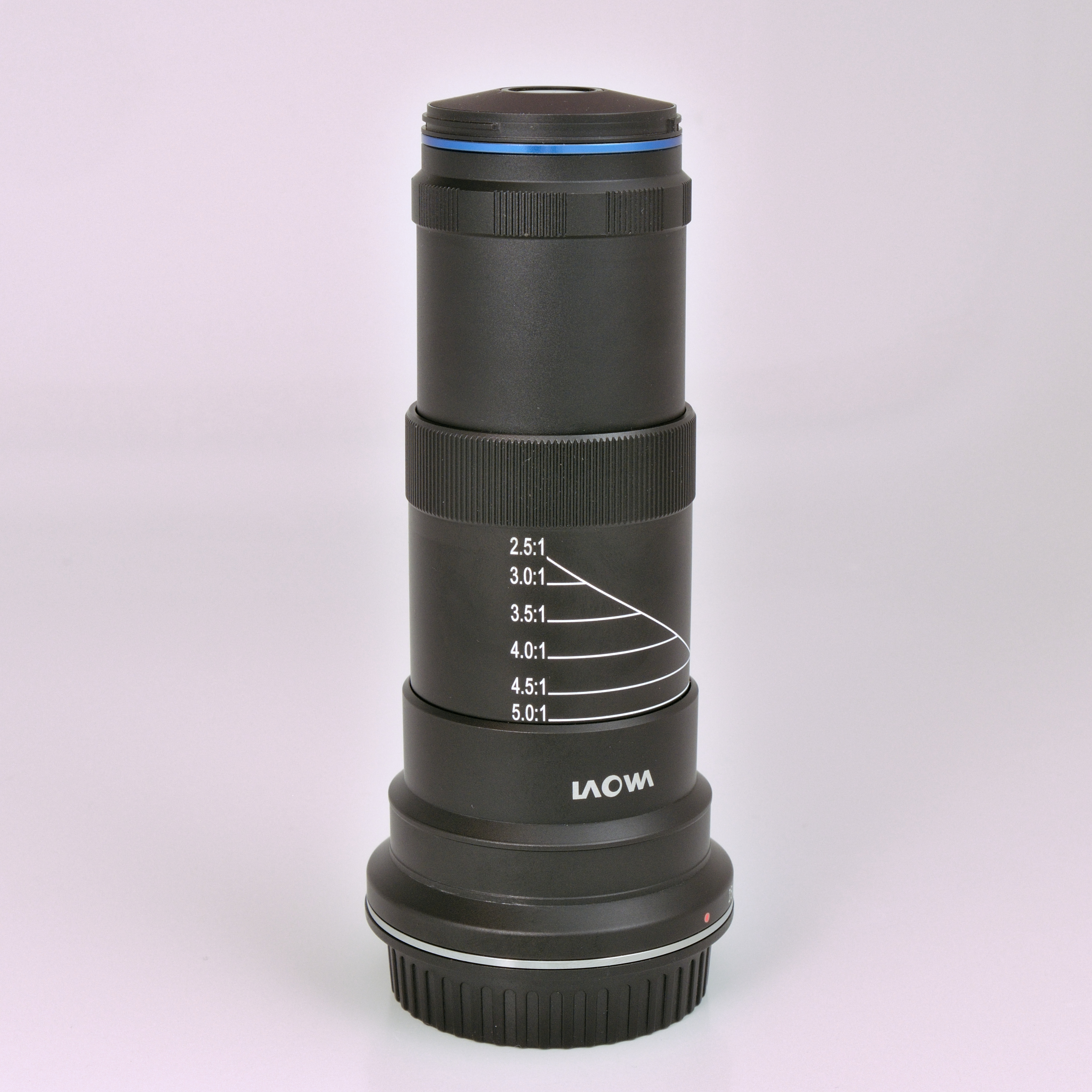
ラオワ25mm F2.8 2.5^5X ULTRA MACRO PROBE

- ラオワ25mm F2.8 2.5^5X ULTRA MACRO PROBELAOWA 25mm F2.8 2.5-5X ULTRA MACRO - 対応マウントはキヤノンEF、ニコンF、ソニーFE、ペンタックスK、ニコンZ、キヤノンRF。最大撮影倍率は2.5〜5倍。
- LAOWA FF II Argus 35mm F0.95 - 対応マウントはソニーFE、ニコンZ、キヤノンRF。
- LAOWA FF II Argus 45mm F0.95 - 対応マウントはソニーFE、ニコンZ、キヤノンRF。
- LAOWA 60mm F2.8 2X ULTRA MACRO - キヤノンEF、ニコンF、ソニーA、ソニーFE、ペンタックスK。最大撮影倍率は2倍。
- LAOWA 100mm F2.8 2X Ultra Macro APO - 対応マウントはキヤノンEF、ニコンF、ソニーFE。最大撮影倍率は2倍。
- LAOWA 105mm F2 BOKEH DREAMER - キヤノンEF、ニコンF、ソニーA、ソニーFE、ペンタックスK。アポダイゼーション（APD）フィルターを採用し、ボケ味に配慮している。 T値は3.2。
- LAOWA 10-18mm F4.5-5.6 FE ZOOM - 対応マウントはソニーFE、ニコンZ。

### APS-Cセンサー対応レンズ
- LAOWA 4mm F2.8 Fisheye - 対応マウントはソニーE、富士フイルムX、キヤノンEF-M。
- LAOWA 9mm F2.8 ZERO-D - 対応マウントはソニーE、富士フイルムX、キヤノンEF-M。歪曲収差を限りなく0に抑えた設計。
- LAOWA CF Argus 33mm F0.95 - 対応マウントはソニーE、ニコンZ、富士フイルムX、キヤノンEF-M。
- LAOWA 65mm F2.8 2X ULTRA MACRO APO - 対応マウントはソニーE、富士フイルムX、キヤノンEF-M。最大撮影倍率は2倍。ラオワ 9mm F2.8 ZERO-D

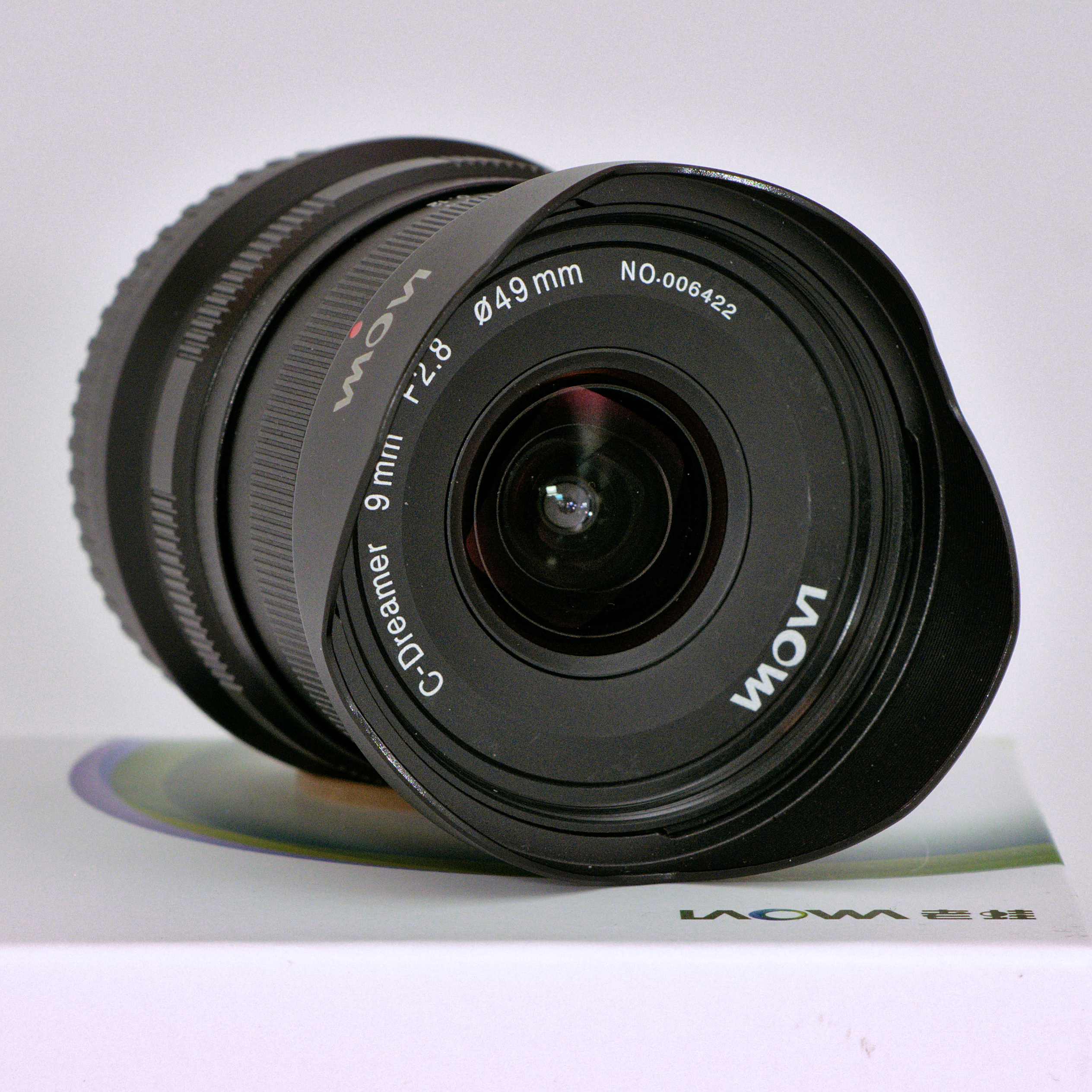
ラオワ 9mm F2.8 ZERO-D

### マイクロフォーサーズセンサー対応レンズ
- LAOWA 4mm F2.8 Fisheye MFT - 対応マウントはマイクロフォーサーズ。魚眼レンズ。
- LAOWA 7.5mm F2 MFT - 対応マウントはマイクロフォーサーズ。
- LAOWA 9mm F2.8 ZERO-D MFT - 対応マウントはマイクロフォーサーズ。歪曲収差を限りなく0に抑えた設計。
- LAOWA 10mm F2.0 ZERO-D MFT - 対応マウントはマイクロフォーサーズ。歪曲収差を限りなく0に抑えた設計。

- LAOWA 17mm F1.8 MFT - 対応マウントはマイクロフォーサーズ。
- LAOWA MFT Argus 25mm F0.95 - 対応マウントはマイクロフォーサーズ。
- LAOWA 50mm F2.8 2X Ultra Macro APO MFT - 対応マウントはマイクロフォーサーズ。

### 中判センサー対応レンズ
- LAOWA 17mm F4 Ultra-Wide GFX Zero-D - 対応マウントは富士フイルムG。歪曲収差を限りなく0に抑えた設計。

### コンバーターレンズ
- マジック シフト コンバーター（MSC） - LAOWA12㎜ F2.8 ZERO-D（キヤノンEFもしくはニコンF）を17㎜ F4のソニーFEマウント対応のシフトレンズ（シフト移動量は+/-10㎜）として使用することができる。

### シネマレンズ

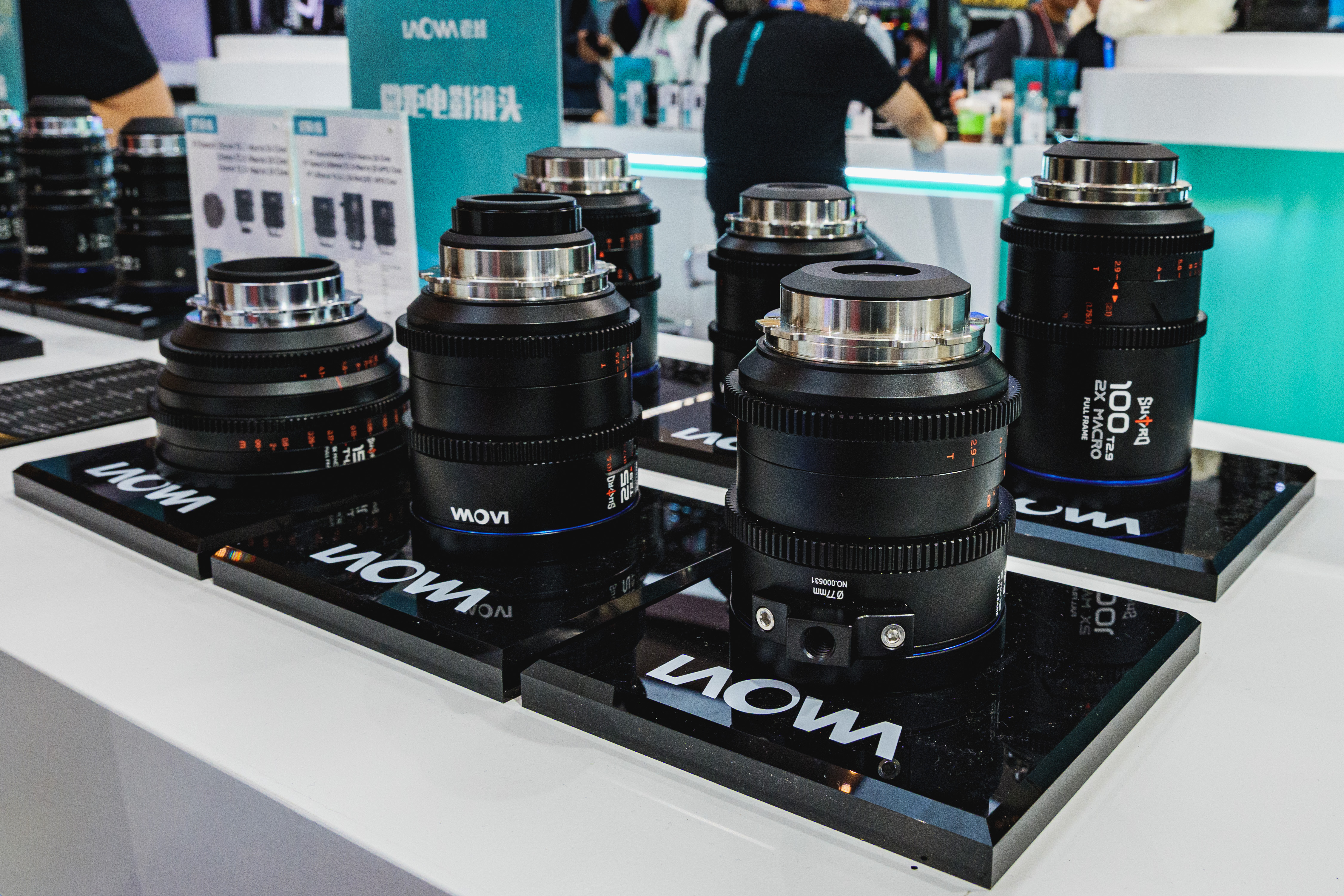
Sword FF Macro Cineシリーズ

- LAOWA 7.5mm T2.1 MFT Cine - 対応マウントはマイクロフォーサーズ。
- LAOWA 9mm T2.9 ZERO-D Cine - 対応マウントはソニーE、富士フイルムX、キヤノンRF、マイクロフォーサーズ。
- LAOWA 12mm F2.8 ZERO-D Cine - 対応マウントはPLマウント、キヤノンEF、ソニーFE。
- LAOWA 15mm F2 ZERO-D Cine - 対応マウントはソニーFE。
- OOOM 25-100 T2.9 Cine - 対応マウントはPLマウント、キヤノンEF、ソニーFE。